# 大耳朵
大耳朵（英語：Big Ear），官方正式名稱俄亥俄州立大學電波天文臺（Ohio State University Radio Observatory）。它是於1963年至1998年座落在俄亥俄衛斯理大學柏金斯天文臺的克勞斯式電波望遠鏡。以大耳朵著名的這個天文台是俄亥俄州立大學參與搜尋地外文明計劃專案的一部分。大耳朵於1956年開始建造，完成後於1963年首度開始運轉。  
這個天文台在1971年完成俄亥俄巡天觀測，從1973年至1995年，大耳朵用於搜尋外星電波訊號，使它成為歷史上曾參與搜尋地外文明計劃最久的天文台。在1977年，大耳朵收到Wow!訊號。當開發商在1998年從大學購買了天文台的土地，以擴建附近的高爾夫球場時，這個天文台就被拆除了。這個天文台是以美國物理學家約翰·丹尼爾·克勞斯（1910年－2004年）之名命名，並以南施電波望遠鏡為基礎進行設計。

## 大耳朵
從1965年至1971年，大耳朵用於繪製俄亥俄巡天觀測的寬頻電波源，這是它探勘外星電波源的第一個巡天任務。在1972年，美國國會投票終止國家科學基金會對俄亥俄巡天觀測的資助，許多人因而失去了工作。
在1977年8月15日，大耳朵錄下了一個著名的電波訊號：以美國天文學家傑瑞 r. 伊曼在記錄旁的註記命名的Wow!訊號。這是個空前絕後的紀錄。

## 觀測
- 仙女座星系 （1963）
- 俄亥俄巡天觀測（英语：Ohio Sky Survey） （1965–1971）
- 搜尋地外文明計劃 （1973–1995）

## 紀錄
大耳朵在1995年被列入金氏世界紀錄大全的"最長的搜尋地外文明計劃"項目：
執行最久的SETI（搜尋地外文明計劃）專案是在俄亥俄州哥倫布的俄亥俄SETI計畫，自1973年開始尋找來自宇宙的電波訊號，它已經持續進行了22年。

## 進階讀物
- Kraus, John D.  2. Cygnus-Quasar Books. 1995 [1976]. ISBN 1-882484-12-6.

## 外部連結
- The Big Ear Memorial Site（页面存档备份，存于）
- Big Ear Inventor John Kraus Dies[永久]
- Video presentation and tour of "Big Ear": （页面存档备份，存于）, （页面存档备份，存于）, （页面存档备份，存于）

40°15′04″N 83°02′56″W / 40.25098°N 83.04887°W